# Christian Brucia
Christian Brucia (* 2. Februar 1988 in Offenbach) ist ein deutscher Fußballspieler.

## Karriere
In seiner Jugendzeit spielte Brucia bereits bei Eintracht Frankfurt, bei welcher er seine Karriere im Erwachsenenbereich begann. Seinen ersten Einsatz hatte er am letzten Spieltag der Saison 2006/07 in der Oberliga Hessen. Im Sommer 2009 wechselte er zu Wacker Burghausen. Hier konnte er sich in der Folgezeit einen Stammplatz erkämpfen.
Am Ende der Saison 2011/12 verließ er Wacker Burghausen und ging in die Regionalliga Südwest zum SV Waldhof Mannheim. Am 6. Juli 2013 wechselte Christian Brucia vom SV Waldhof in die Regionalliga Bayern zum TSV Buchbach. Dort spielt er auch 2022 noch.